# Gnophos argillata
Gnophos argillata là một loài bướm đêm trong họ Geometridae.